# لورا إيفانجليستا ألفارادو كاردوزو
لورا إيفانجليستا ألفارادو كاردوزو (25 أبريل 1875 - 2 أبريل 1967) فنزويلية كاثوليكية معترفة بالدين الذي أسس راهبات قلب يسوع الأوغسطينية كوسيلة لمساعدة المرضى. بعد مهنتها أخذت الاسم الديني «ماريا دي سان خوسيه». خلال حياتها كانت معاصرة مع خوسيه غريغوريو هرنانديز.
تم تطويبها عام 1995.

## التطويب
بدأت عملية التطويب في 10 يونيو 1983 بمجرد منح الموافقة الرسمية أو "لا شيء ضده" على القضية. نتج عن ذلك إدخال عملية أبرشية في 9 أكتوبر 1983 مكلفة بجمع الأدلة التي تشهد على قداستها المحتملة مع جمع الوثائق المتعلقة بحياتها. انتهت العملية في 13 يونيو 1986 وحصلت على المصادقة الرسمية لمجمع قضايا القديسين في 13 نوفمبر 1987. أكد هذا المرسوم أن عملية الأبرشية أكملت عملها وفقًا للمعايير الحالية وسيسمح بما يسمى "المرحلة الرومانية" "لتبدأ فيه CCS سيبدأ التحقيق الخاص بهم في السبب.
قام الافتراض بتجميع بوسيتيو وتقديمه إلى C في عام 1990 لتقييمها. وقد أدى ذلك إلى إعلان البابا يوحنا بولس الثاني أنها جليلة في 7 مارس 1992 بعد الاعتراف بأنها عاشت حياة الفضيلة البطولية.
تم التحقيق في المعجزة اللازمة لتطويبها في أبرشيتها الأصلية وتم التصديق على العملية في 3 أبريل 1992، تضمنت علاج الأخت تيريزا سيلفا. وافق يوحنا بولس الثاني على الشفاء باعتباره معجزة ذات مصداقية في 23 ديسمبر 1993 وطوبها في 7 مايو 1995.